# Lovisa Charlotta Borgman
Lovisa Charlotta Borgman, senare Biörck, född 22 oktober 1798 i Göteborg, död 31 augusti 1884 i Stockholm var en svensk violinist. Hon var ledamot nummer 388 av Musikaliska akademien (1853). 

## Biografi
Lovisa Charlotta Borgman föddes 1798 i Göteborg. Hon var dotter till grosshandlaren Swen Borgman och Agnes Christina Sahlin. Hennes syster var även violinist och de uppträdde tillsammans på konserter i Göteborg och Stockholm med stor framgång. De gjorde även konsertresor till Norge, Finland och Ryssland, där de med stor framgång uppträdde i Sankt Petersburg och Moskva. Borgman var tillsammans med sin äldre syster elev till hovkapellmästaren Johan Fredrik Berwald, som rekommenderade dem inom den musikaliska världen. Lovisa Charlotta Borgmans syster avled 1834. Borgman blev ledamot av Musikaliska akademien.
Borgman gifte sig 26 oktober 1828 med rådmannen Johan Anders Biörck i Stockholm. Som även han var musiker. I och med giftermålet slutade Borgman med sina uppträdanden.
Borgman avled 31 augusti 1884 i Maria Magdalena församling, Stockholm.